# Donauweibchen (Strauss)
Donauweibchen ist ein Walzer von Johann Strauss Sohn (op. 427). Das Werk entstand im Dezember 1887 und wurde am 8. Januar 1888 im Rahmen der Sonntagskonzerte von Eduard Strauß im Saal des Wiener Musikvereins uraufgeführt.

## Einzelnachweis
1. ↑  Quelle: Englische Version des Booklets (Seite 37) der 52 CDs umfassenden Gesamtausgabe der Orchesterwerke von Johann Strauß (Sohn), Hrsg. Naxos (Label). Das Werk ist als elfter Titel auf der 11. CD zu hören.